# Dort Motor Car Company

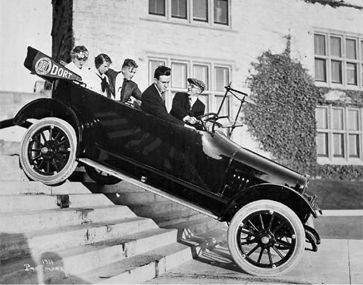
Ein Dort zeigt seine Robustheit in einem Werbebild (1918)

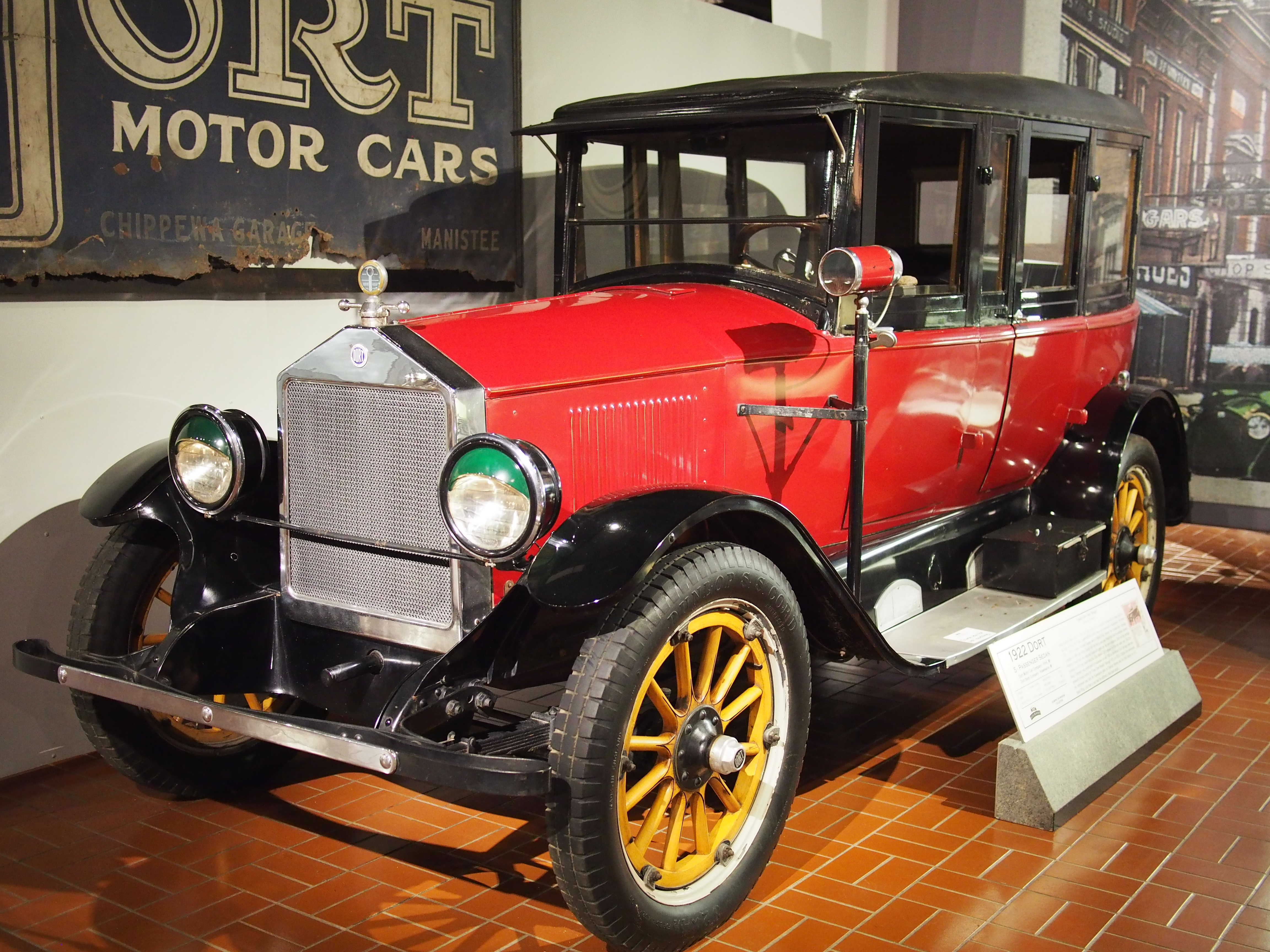
Dort von 1922

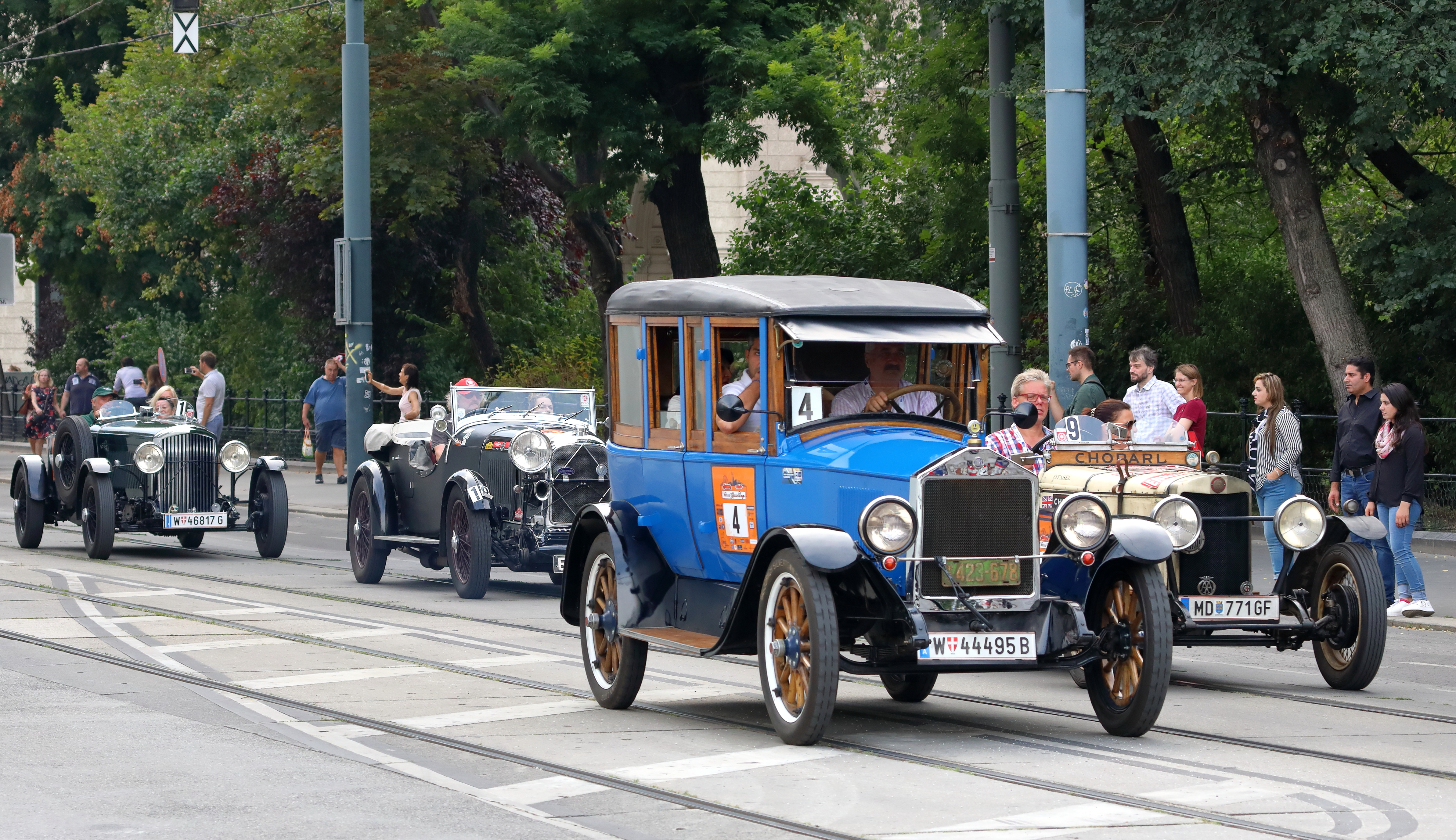
Dort Touring (Bj. 1923) bei der Vienna Classic Days 2019

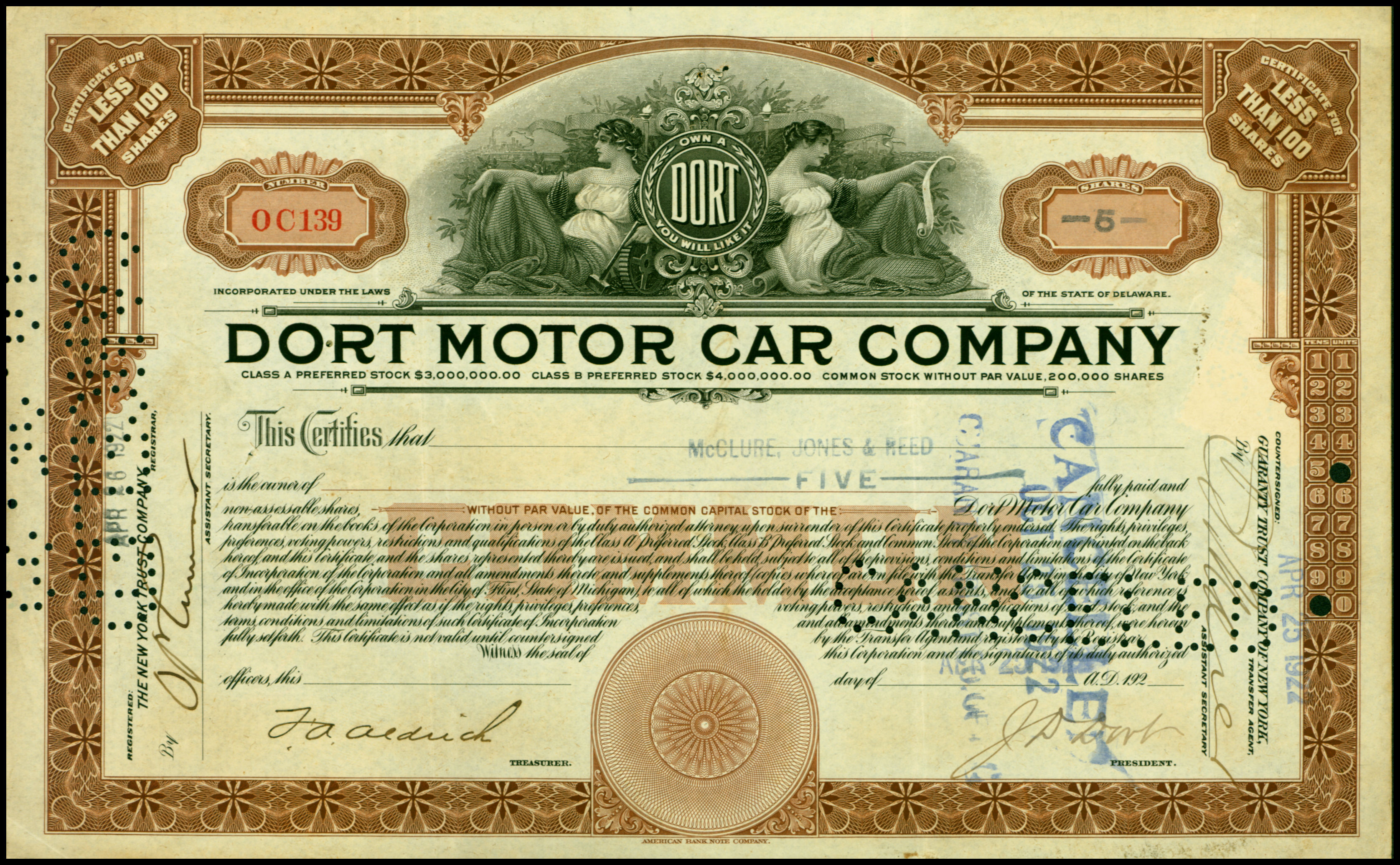
Aktie der Dort Motor Car Company vom 25. April 1922

Die Dort Motor Car Company war ein Automobilhersteller aus Flint in Michigan. Die Bauzeit war von 1915 bis 1924.

## Geschichte
Die Gesellschaft wurde als Flint Road Cart Company 1884 von William C. Durant und Josiah Dallas Dort, der Fuhrwerke von ortsansässigen Betrieben für US$ 8,– das Stück verkaufte, gegründet. 1900 wurde die Firma, die zu dieser Zeit im Jahr 50.000 Fuhrwerke fertigte, in Durant Dort Carriage Company umbenannt.
1912 war Dort Direktor und Vizepräsident von Chevrolet, 1913 aber verließ er diesen Posten und 1915 trennte sich auch von Durant und die Firma wurde in Durant Motor Car Company umbenannt. Chefingenieur wurde Etienne Planche, der zusammen mit Louis Chevrolet dessen erstes Automobil gebaut hatte. 1920 war das beste Jahr der Gesellschaft, über 30.000 Fahrzeuge wurden gebaut. In Kanada wurden die Wagen von William Gray in Lizenz gefertigt und als Gray Dort angeboten.
Die Dort Motor Car Company baute bis 1924 insgesamt über 107.000 Autos und musste dann aufgeben, weil die steigenden Kosten für Entwicklung und Marketing in den 1920er-Jahren einen wirtschaftlichen Betrieb unmöglich machten. Nach dem Tod von Josiah Dallas Dort 1925 war das Schicksal des Unternehmens besiegelt.
Ein erhaltener Dort Model 5 Touring von 1916 in der Zustandsnote 2- wurde im August 2022 für 11.390 Euro versteigert.

## Modelle
Die Wagen waren mit Lycoming-Motoren ausgestattet, später kam ein Sechszylindermotor von der Falls Motor Corporation hinzu.
| Modell | Bauzeitraum | Zylinder | Leistung           | Radstand |
| ------ | ----------- | -------- | ------------------ | -------- |
| Four   | 1915–1919   | 4 Reihe  | 16,9 bhp (12,4 kW) | 2667 mm  |
| Four   | 1920        | 4 Reihe  | 30 bhp (22 kW)     | 2680 mm  |
| Four   | 1921–1922   | 4 Reihe  | 30 bhp (22 kW)     | 2743 mm  |
| Four   | 1923        | 4 Reihe  | 32 bhp (23,5 kW)   | 2743 mm  |
| Six    | 1923–1924   | 6 Reihe  | 45 bhp (33 kW)     | 2921 mm  |

## Produktionszahlen
| Jahr  | Produktionszahl |
| ----- | --------------- |
| 1915  | 8.618           |
| 1916  | 14.136          |
| 1917  | 9.318           |
| 1918  | 7.673           |
| 1919  | 18.216          |
| 1920  | 30.128          |
| 1921  | 17.438          |
| 1922  | 6.582           |
| 1923  | 5.592           |
| 1924  | 2.493           |
| Summe | 120.194         |

Quelle: